# هنري كين (سياسي)
هنري كين هو سياسي نيوزيلندي، ولد في 1816، وتوفي في 29 يناير 1886 بسبب سم. انتخب Mayor of Timaru ‏ (1870 – 1873).